# Cophixalus verrucosus
Cophixalus verrucosus és una espècie de granota que viu a Papua Nova Guinea.